# Liste des évêques d'Aire
Pour un article plus général, voir Diocèse d'Aire.
Cet article dresse la liste exhaustive des évêques de l'évêché d'Aire, puis évêché d’Aire et de Dax après le transfert en 1933 du siège épiscopal d'Aire à Dax, dans le département français des Landes.

## Moyen Âge
- 506, 533 : Marcellus
- 585 : Rusticus
- 614 : Palladius
- vers 620-630 : Philibaud
- vers 633-675 : Ursus
- vers 788 ; Asinarius
- 977-982 : Gombaud, également évêque d'Agen et de Bazas
- vers 1017 : Arsius-Racca
- jusque 1060 : Raymond le Vieux
- 1060-1092 : Pierre Ier
- 1092-1099 : Pierre II
- 1100-1115 : Guillaume
- 1116-1147 : Bonhomme
- 1148 - v.1176 : Vital de Saint-Hermès
- v1176-1179 : Odon d’Arbéchan
- ? : Bertrand de Marsan
- ? : Guillaume Bernard
- 1211 : Vital de Beufmort
- 1211 : Jourdain
- ? : Gauthier
- 1224-1237 : Auger
- 1237-1266 : Pierre III et Raymond de Saint-Martin
- 1266-1295 : Pierre de Betous
- 1295-1307 : Martin
- 1308-1326 : Bernard de Bats
- 1326-1327 : Anesanche de Toujouse
- 1327-1349 : Garsias de Fau
- 1349 - † 15 novembre 1354 : Dauphin de Marquefave
- 1354 :  Bernard, transféré à Tarbes, le 18 juin 1361.
- 1361 - † fin mai 1386 - Jean de Montaut
- 4 juin 1386-1390 : Robert Waldby (obédience de Rome), transféré à Dublin le 14 novembre 1390 ;
- 14 novembre 1390-1393 : Maurice Usk (obédience de Rome), transféré à Bazas, le 13 juin 1393
- 1393-1418 : Arnaud-Guillaume de Lescun (obédience de Rome)
- Tandis que Robert Waldeby était nommé par Urbain VI, Clément VII nommait, le 16 juin 1386 :
- 1386-1397 : Garsias-Arnaud de Navailles
- 1397-1418 : Bernard de Brun, nommé par Benoit XIII, le 15 mai 1397
- 1423-1440 : Roger de Foix-Castelbon
- 1440-1445 : Pierre de Gachefret
- du 16 janvier 1445 au 30 juillet 1460 : Louis d'Albret, cardinal administrateur
- 1460-1475 : Tristan d’Aure, évêque de Couserans, transféré à Aire
- 1475-1484 : Pierre de Foix, cardinal, transféré à Bayonne, le 24 mai 1484
- 1484-1485 : Mathieu de Nargassie
- 15 février 1486-1512 : Bernard d’Abbadie

## Époque moderne
- 1512-1516 : Antoine du Monastey
- 1517 - † 22 décembre 1521 : Arnaud-Guillaume d’Aydie
- 24 avril 1523-1530 : Charles de Gramont, transféré à Bordeaux en 1530
- 9 mars 1530 - 6 février 1538 : Gabriel de Saluces, démissionne
- 1538 - † 1560  : Jacques de Saint-Julien
- 1560 - † 14 septembre 1570 : Christophe de Foix-Candale
- 1576 - † 5 février 1594 : François de Foix-Candale
- Vacance jusqu’en 1606
- 4 décembre 1606-1621 : Philippe Cospéan, transféré à Nantes, en 1621
- 1621 - † 17 janvier 1625 : Sébastien Bouthillier
- 1625-1649 : Gilles Boutault, transféré à Évreux en 1649
- 1650-1657 : Charles-François d'Anglure de Bourlemont, transféré à Castres en 1657
- 1657 - † 12 octobre 1672 : Bernard de Sariac
- 12 janvier 1673 - † 18 décembre 1684 : Jean-Louis de Fromentières
- 1685 - 29 mars 1698 : Armand Bazin de Bezons, transféré à Bordeaux en 1698
- 1698-1706 : Louis-Gaston Fleuriau d'Armenonville, transféré à Orléans en 1706
- 1706 - † 30 juin 1710 : François-Gaspard de La Mer de Matha
- 1710-1723 : Joseph-Gaspard de Montmorin de Saint-Hérem
- 1723-1734 : Gilbert Gaspard de Montmorin de Saint-Hérem, fils du précédent
- 1735-1757 : François de Serret de Gaujac
- 1758-1783 : Playcard de Raigecourt
- 1783-1790 : Sébastien-Charles-Philibert de Roger de Cahuzac de Caux, émigre et ne donna sa démission qu’en 1816.

## Époque contemporaine
- 1823-1827 : Jean-François-Marie Le Pappe de Trévern, transféré à Strasbourg en 1827
- 1827-1839 : Dominique-Marie Savy, démissionnaire en 1839, †13 décembre 1842
- 1839 - †30 juin 1856 : François-Adélaïde-Adolphe Lannéluc
- 15 décembre 1856 - † 6 juin 1859 : Prosper-Michel-Arnaud Hiraboure
- 26 septembre 1859 - † 23 juillet 1876 : Louis-Marie Épivent
- 18 décembre 1876 - † 7 août 1905 : Victor-Jean-Baptiste-Paulin Delannoy, évêque de Saint-Denis-de-la-Réunion, transféré à Aire, le 18 décembre 1876
- 21 février 1906-1911 :  François Touzet, né en 1846, au diocèse de Toulouse
- 1911-1930 : Marie-Charles-Alfred de Cormont, transféré du Diocèse de Fort-de-France et Saint-Pierre en Martinique.
- 1930-1963 : Clément Mathieu

## Transfert d'Aire à Dax
Le 31 mars 1933 le siège épiscopal est transféré d’Aire à Dax.
- 1963-1978 : Fernand Pierre Robert Bézac
- 1978-2002 : Robert Pierre Sarrabère
- 2002-2012 : Philippe Breton
- 2012-2017 : Hervé Gaschignard
  - 2017: Bernard Charrier, évêque émérite de Tulle, administrateur apostolique
- depuis 2017: Nicolas Souchu